# Omneya Abdel Kawy
Omneya Abdel Kawy (arabisch أمنية عبد القوي, DMG Umniyya ʿAbd al-Qawī; * 15. August 1985 in Kairo) ist eine ehemalige ägyptische Squashspielerin.

## Karriere
Omneya Abdel Kawy gewann in ihrer Juniorenkarriere 2003 in ihrer Geburtsstadt Kairo die Junioren-Weltmeisterschaft, nachdem sie 2001 noch im Finale an Nicol David gescheitert war. Von 1999 bis 2018 war als professionelle Spielerin auf der PSA World Tour aktiv und gewann acht Titel. Sie erreichte 2010 als erste Afrikanerin das Finale der Weltmeisterschaft, unterlag dort jedoch abermals Nicol David. Mit der ägyptischen Nationalmannschaft wurde sie 2008, 2012 und 2016 Weltmeister, nachdem sie 2006 mit dieser bereits Vizeweltmeister wurde. Ihre beste Platzierung in der Weltrangliste erreichte sie im Oktober 2010 mit Rang vier. Bei den Afrikaspielen 2003 gewann Omneya Abdel Kawy sowohl im Einzel- als auch im Mannschaftswettbewerb die Goldmedaille. Bei den World Games gewann sie 2005 und 2009 jeweils die Bronzemedaille. Im November 2018 beendete sie ihre Karriere.
Omneya Abdel Kawy hat einen Sohn (* 2017).

## Erfolge
- Vizeweltmeister: 2010
- Weltmeister mit der Mannschaft: 3 Titel (2008, 2012, 2016)
- Gewonnene PSA-Titel: 8
- World Games: 2 × Bronze (2005, 2009)
- Afrikaspiele: 2 × Gold (Einzel und Mannschaft 2003)
- Ägyptischer Meister: 2002, 2010